# كريس دوز
كريس دوز (بالإنجليزية: Chris Dawes)‏ (مواليد 31 مايو 1974) هو لاعب كرة قدم. يلعب مع منتخب جامايكا لكرة القدم. سبق له أن لعب في كأس العالم لكرة القدم مع منتخب بلاده.

## روابط خارجية
- كريس دوز على موقع الاتحاد الدولي (مؤرشف)  (الإنجليزية)
- كريس دوز على موقع الدوري الأمريكي (الإنجليزية)
- كريس دوز على موقع قاعدة بيانات كرة القدم.إي يو (الإنجليزية)
- كريس دوز على موقع ناشيونال فوتبول تيمز (الإنجليزية)